# 平川篤雄

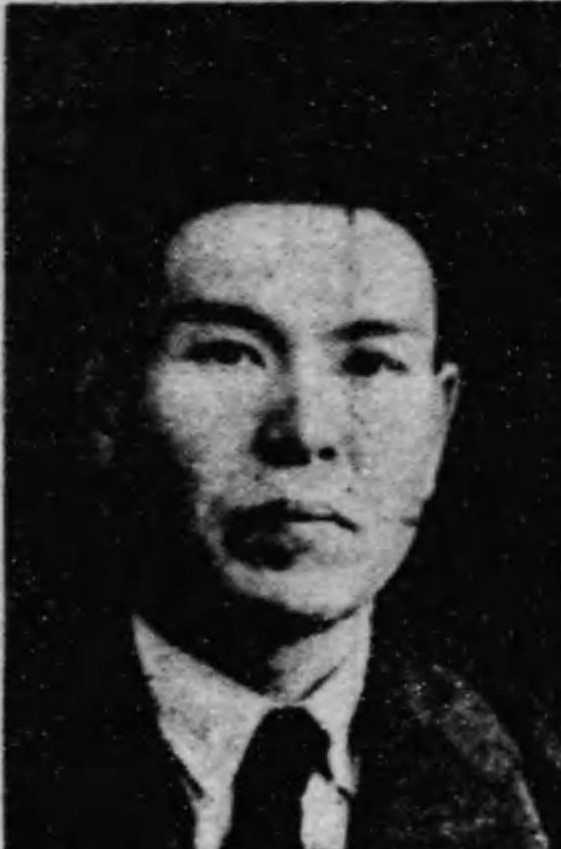
平川篤雄

平川 篤雄（ひらかわ とくお、1911年（明治44年）2月18日 - 1996年（平成8年）6月29日）は、昭和期の教育者、政治家。衆議院議員。

## 経歴
広島県出身。1934年（昭和9年）東京帝国大学文学部国文科を卒業した。
以後、新潟県師範学校教諭、広島県師範学校教諭、三原女子師範学校附属主事、広島高等師範学校講師、広島県地御前国民学校長、同緑井国民学校長、広島昭和高等女学校（現比治山女子中学校・高等学校）教頭を歴任した。
1946年（昭和21年）4月の第22回衆議院議員総選挙で広島県全県区に無所属で出馬して初当選。1947年（昭和22年）4月の第23回総選挙で広島県第1区に国民協同党公認で出馬して落選。1948年（昭和23年）4月、第23回総選挙の広島県第3区補欠選挙に出馬して再選。以後1952年（昭和27年）10月の第25回総選挙まで再選され、衆議院議員に4期在任した。この間、協同民主党事務局長、同連絡部長、同民情部長、国民協同党庶務部長、同事務局長、国民民主党副幹事長、改進党組織委員会出版部長などを務めた。その後、第27回総選挙まで連続2回立候補したがいずれも落選した。